# オペラ駅 (ブダペスト地下鉄)
座標: 北緯47度30分08秒 東経19度03分32秒 / 北緯47.50222度 東経19.05889度
オペラ駅（オペラえき）とはハンガリー共和国ブダペスト県ブダペスト市6区に位置するブダペスト地下鉄1号線の駅である。

## 駅構造
- 相対式ホーム2面2線を有す地下駅。

## 駅周辺
- ハンガリー国立歌劇場
- Wブダペスト

## 歴史
- 1896年5月2日 - 開業。

## 隣の駅
ブダペスト地下鉄
■1号線
バイチ・ジリンスキ通駅 - オペラ駅 - オクトゴン駅